# Денисенко Павло
Денисенко Павло Денисович (1720 — після 1768) — громадський та політичний діяч, один з головних учасників руху козаків проти запису в пікінери (див. Пікінерські полки) та повернення до складу Гетьманщини з-під юрисдикції Новоросійської губернії. 1735 розпочав службу як козак Власівської сотні Миргородського полку. Від 1740 служив як сотенний канцелярист. 1746 у Ліфляндському поході під Ригою (нині столиця Латвії) був за полкового канцеляриста. Од 1757 — значковий товариш Миргородського полку. 1767 всупереч урядовим настановам обраний козаками Власівської та Кременчуцької сотень депутатом до Комісії законодавчої 1767—1768. Брав участь у перших засіданнях цієї комісії, але згодом його мандат визнали незаконним. Його заарештували і прирекли на заслання, втім дорогою він утік та знайшов притулок на Запорожжі. Очевидно, згодом взяв участь у пікінерських заворушеннях 1769 (див. Пікінерів повстання 1769—1787). Мав володіння та підданих в с. Ревівка Власівської сотні.